# Königsdenkmal (Saltstraumen)

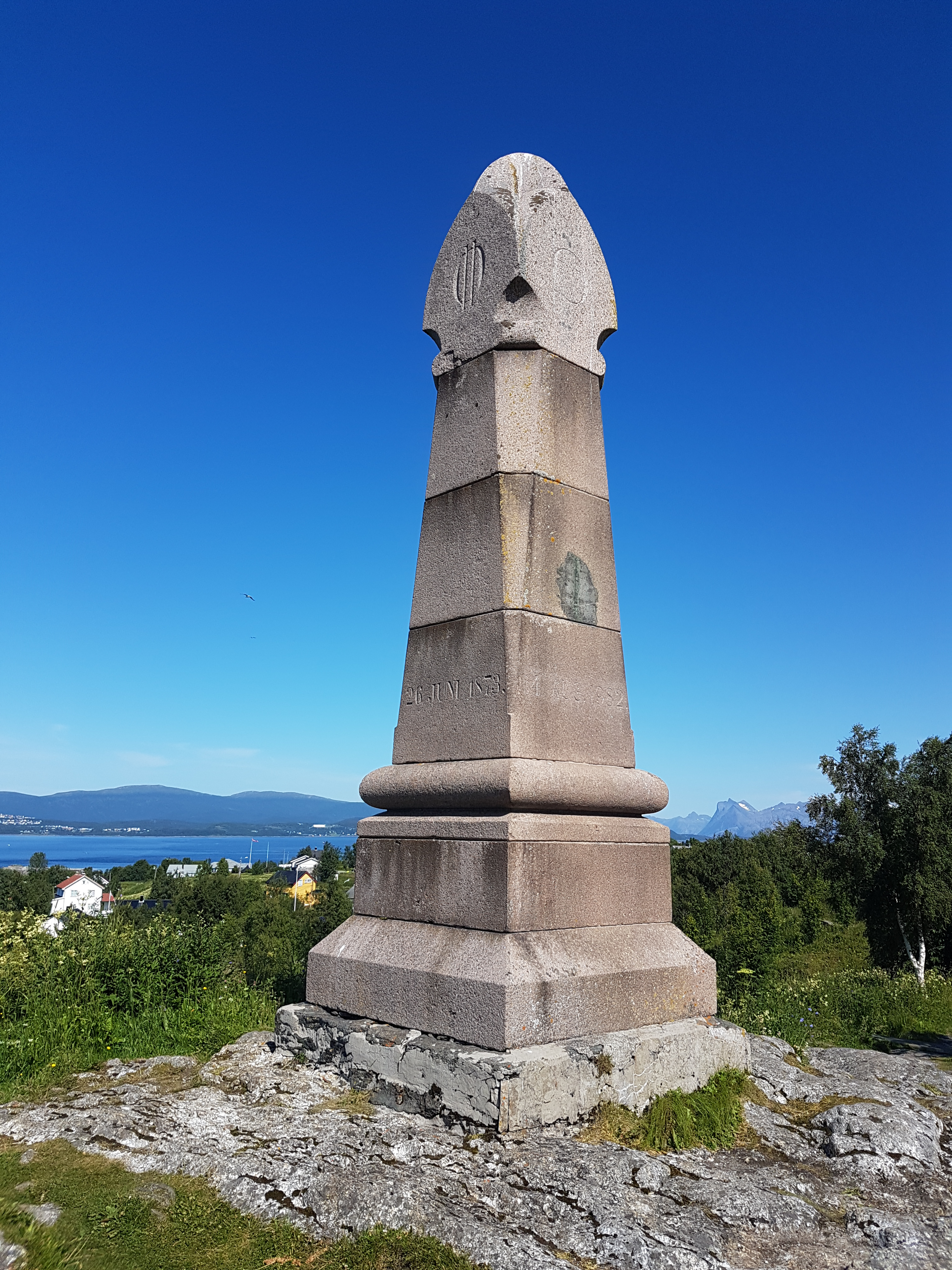
Das Königsdenkmal mit Blick nach Norden. Sichtbar sind die Besuchsdaten von Oscar II. sowie Olav V.

Das Königsdenkmal am Saltstraumen ist ein 1874 erbautes Monument zur Erinnerung an den königlichen Besuch durch Oscar II. am 26. Juni 1873. Es steht an der Stelle eines ehemaligen Signalmastes, der die Navigation durch den Mahlstrom erleichtern sollte. Über die Zeit wurden zwei weitere Seiten des Denkmals um die Daten der jeweiligen Besuchszeitpunkte folgender Könige erweitert:
- Haakon VII. besuchte den Ort am 5. Juli 1926,
- Olav V. besuchte Saltstraumen am 14. August 1982.[2]

Die vierte Seite des Denkmals verbleibt bisher (2017) frei.